# みなクズ
『みなクズ』はハトポポコの日常系漫画。『電撃萌王』（アスキー・メディアワークス）で2016年8月号から2017年12月号まで連載していた。「クズ」な発言や行動をする4人の女子高生の日常を描く。

## 登場人物
4人とも女子高に通う同じクラスの女子。

### 小泉
長髪の美少女だが、日常的に下種な行動や発言を無意識にしている。クズの度合いは下記の3人と比べて酷く、山井と協力して山井が安藤から貰ったブラジャーをネットで勝手に売るという一線を越えたクズ行為もした。また、祭りの会場でゴミ拾いをしてポイ捨てした人を見下すなど、それ自体が良い行為であっても意図がクズである行動をすることがあり、同じクラスの長谷川からはそのような行為も含めて「クズオブクズ」と云われている。

### 山井
小泉と同じクラスにいる短髪の女子で、「元気なクズ。でもちょっとウザイ」。バッタを食べる番組が打ち切りになったことを残念がったり、捕まえたゴキブリを「虫界のクズ」と称して教室に持ち込み長谷川と安藤に見せるなど、虫に触れることに抵抗がない。

### 長谷川
クズになることを目指しているおさげの女子で、「クズになりたいクズ」。頭が良くルックスも良い上にクズな行動をしている小泉に憧れている。4人の中で最も背が低い。

### 安藤
髪を後ろでバレッタで留めている「お姉さんタイプ」の女子だが、見た目に反してあまりしっかりしていない。寝坊で待ち合わせに遅刻したにもかかわらず、偶然その時間に電車が遅延していたことをいいことに列車の遅延で遅刻したことにする、高校の入試でカンニングをするなど自分を甘やかすクズ行為が多い反面、上記3人のクズ行為については窘める発言をしていることが多い。そのため雑誌の柱では「自分にクズ」と紹介されている。

## 単行本
ハトポポコ 『みなクズ with 男子校系男子』 KADOKAWA アスキー・メディアワークス〈電撃コミックスEX〉、全1巻 ISBN 978-4048934893 2018年1月26日発売
上記の単行本には、みなクズを連載する前に電撃萌王でハトポポコが連載していた男子校系男子の内容も収録されている。